# Escala Rosiwal
La  escala de Rosiwal  debe su nombre al ilustre geólogo austríaco August Karl Rosiwal. La escala Rosiwal basa su medida en valores absolutos, a diferencia de la  escala de Mohs en la que los valores son  relativos, y el interés queda relegado al aficionado o una primera aproximación que lo hace útil en la investigación de campo ( in situ ).

## Tabla de valores Rosiwal
| valor MOHS | Mineral    | Valor Rosiwal | Valor Rosiwal | Valor Rosiwal | Valor Rosiwal | Valor Rosiwal | Valor Rosiwal | Valor Rosiwal | Composición química                |
| dureza     | Mineral    | 1             | 10            | 100           | 1.000         | 10.000        | 100.000       | 1000000       | Composición química                |
| ---------- | ---------- | ------------- | ------------- | ------------- | ------------- | ------------- | ------------- | ------------- | ---------------------------------- |
| '1'        | Talco      | ****          |               |               |               |               |               |               | Mg 3 Si 4 O 10 (OH) 2              |
| '2'        | Yeso       | *****         | *             |               |               |               |               |               | CaSO 4 · 2H 2 O                    |
| '3'        | Calcita    | *****         | *****         |               |               |               |               |               | CaCO 3                             |
| '4'        | Fluorita   | *****         | *****         |               |               |               |               |               | CaF 2                              |
| '5'        | Apatita    | *****         | ******        |               |               |               |               |               | CAl 5 (PO 4 ) 3 (OH - , Cl - F - ) |
| '6'        | Feldespato | *****         | *****         | ****          |               |               |               |               | KAlSi 3 O 8                        |
| '7'        | Cuarzo     | *****         | *****         | *****         | *             |               |               |               | SiO 2                              |
| '8'        | Topacio    | *****         | *****         | *****         | ***           |               |               |               | Al 2 SiO 4 (OH - F - ) 2           |
| '9'        | Corindón   | *****         | *****         | *****         | *****         |               |               |               | Al 2 O 3                           |
| '10'       | Diamante   | *****         | *****         | *****         | *****         | *****         | *****         | **            | C                                  |

| Mineral    | Grado Escala de Mohs | Dureza Rosiwal |
| ---------- | -------------------- | -------------- |
| Talco      | 1°                   | 0,03           |
| Yeso       | 2°                   | 1,25           |
| Calcita    | 3°                   | 4,5            |
| Fluorita   | 4°                   | 5              |
| Apatita    | 5°                   | 5,5            |
| Feldespato | 6°                   | 37             |
| Cuarzo     | 7°                   | 120            |
| Topacio    | 8°                   | 175            |
| Corindón   | 9°                   | 1.000          |
| Diamante   | 10°                  | 140.000        |
Mide en una escala absoluta la dureza de los minerales, se expresa como la resistencia a la abrasión medida en pruebas de laboratorio y tomando como base el corindón con un valor de 1000.

Comparación entre las escalas de Mohs y de Knoop.

## Escala de Knoop
La escala de Rosiwall se usa en mineralogía de la misma manera que la escala de Mohs y la de Knoop.